# Manorina
A Manorina a madarak osztályának verébalakúak (Passeriformes) rendjébe és a mézevőfélék (Meliphagidae) családjába tartozó nem.

## Rendszerezés
A nembe az alábbi 4 faj tartozik:
- harangozó mézmadár (Manorina melanophrys)
- feketehomlokú mézmadár (Manorina melanocephala)
- sárgatorkú mézmadár (Manorina flavigula)
- feketefülű mézmadár (Manorina melanotis)